# 미셸 뮐러

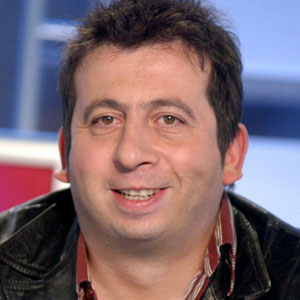

미셸 뮐러(Michel Muller, 1966년 9월 9일 ~ )는 오스트리아 출신의 프랑스 배우, 각본가이다.
빈에서 태어났다.

## 영화
- 피그 인 어 포크 (2009년)
- 리틀 북 오브 리벤지 (2006년)
- 잇츠 아워 라이프 (2005년)
- C'est pas moi, c'est l'autre (2004)
- 죽어도 다시 한번 (2003년)
- 팡팡 튤립 (2003년)
- 와사비 : 레옹 파트2 (2001년) - 모모 역
- 딥 인 더 우드 (2000년)
- 택시 2 (2000년)
- 백만장자 열대어 (1999년)
- 아스테릭스 (1999년)
- 아메리칸 퀴진 (1998년)
- 생명의 기차 (1998년) - 요시 역
- 폴렛, 가난한 억만장자 (1986년)
- 인생은 소설이다 (1983년)